# Aeroportul Quilpie
Aeroportul Quilpie (IATA: ULP, ICAO: YQLP) este un aeroport din Queensland, Australia ce deservește zona Quilpie. A fost numit după zona deservită.
Situat la o altitudine de 201 m, aeroportul dispune de o singură pistă. Este operat de Shire of Quilpie⁠(d).